# Черезов, Евгений Викентьевич
Євгений Викентьевич Черезов (23 марта 1912 — 1988) — советский историк, доктор исторических наук (1970), профессор. Почетный доктор Каирского университета.

## Биография
Родился 23 марта 1912 года в селе Старая тушка, Вятской губернии. Мать Татьяна Хлюпина. Отец Викентий Михайлович Черезов участник Революции 1905 и 1917 годов. Репрессирован умер 1938 года в Ростовской тюрьме. Имел шесть братьев и сестер. Окончил в 1930 г. среднюю школу в Москве, где в то время проживали его родители. Далее – обучение в Московском планово-экономическом институте.
В 1934 г. призван в ряды Красной армии. Проходил службу в г. Витебске в 4-м корпусном артиллерийском полку. В 1936-1941 гг. учился на историческом факультете Ленинградского государственного университета.
За годы учебы в совершенстве выучил древнеегипетский язык, а также на должном уровне – английский и немецкий.
Участник советско-финской войны (1939–1940). В 1941–1945 гг. он на фронтах Второй мировой войны. Награжден двумя боевыми орденами и 9 медалями.
В октябре 1945 г. поступил в аспирантуру Ленинградского государственного университета по специальности "Древняя история"
В итоге – успешная защита кандидатской диссертации "Грамоты защиты храмов Древнего царства Египта как исторический источник (30002400 гг. до н.э.)" (1948)
Раскрывая биографическое поле , отметим, что с марта 1949 г. начинается его трудовая деятельность в Черновицком университете в должности старшего преподавателя кафедры древней истории. В течение 1951-1955 гг.  заведовал кафедрой древней истории. в Институте истории АН УССР защитил докторскую диссертацию "Техника сельского хозяйства древнего Египта" (1970).
30 августа 1976 г. ученый советом Черновицкого университета избран заведующим кафедрой истории древнего мира и средних веков, которую он возглавлял до 1981 г. Затем продолжил трудовую деятельность в должности профессора этой же кафедры. В 1988 году на 76-м году жизни известен украинский учёный-педагог, египтолог отошёл в вечность.

## Работы
Техника сельского хозяйства Древнего Египта. Конспект лекций. Черновцы, ГУ, 1968. 103 с
Техника сельского хозяйства Древнего Египта. Учебное пособие. Черновцы, ГУ, 1969. 96 с
Надписи на Ленинградских сфинксах. // Вестник древней истории. М., 1949. № 1. С. 92-100
К вопросу о поземельных отношениях в Египте эпохи Древнего царства // Вестник древней истории. 1949. № 3. С. 63-68.
К вопросу о хентиуше - мелких землевладельцах в древнем Египте // Вестник древней истории. 1950. № 4. С. 166-170.
Социальное положение mr.t в храмовом хозяйстве Древнего царства // Вестник древней истории. 1951. № 2 (36). С. 40-46.
К вопросу о значении древнеегипетских терминов мерет и хентиуше во времена Древнего царства // Вестник древней истории. 1952. № 2 (40). С. 122-126.
Категория рабов-иноземцев хему (Hm) в древнем Египте // Ежегодник ЧГУ. Черновцы, 1957. С. 167-169.
Биография Мечена как исторический источник // Тезисы XIII научной сессии ЧГУ. Черновцы, 1957
Развитие труда в Египте эпохи Древнего царства // Ежегодник ЧГУ. Черновцы, 1958.
Разделение труда в Египте эпохи Древнего царства // Ежегодник ЧГУ. Черновцы, 1959.
Древнейшая летопись “Палермский камень” и документы Древнего царства Египта // Древний Египет. Сборник статей Института востоковедения АН СССР. М.: Наука, 1960. С. 261-271.
К вопросу о рабах-иноземцах в древнем Египте // Древний мир. Сб. статей, посвященный академику Василию Васильевичу Струве. М., 1962. С. 196-201.
Культурные и дикорастущие растения Древнего Египта (по древнеегипетским источникам) // Материалы XIX научной сессии. Черновцы, 1963. С. 50-52.
Виды домашних и диких животных Древнего Египта // Материалы XX научной сессии. Черновцы, 1964.
Надписи Мечена // Вестник древней истории. 1964. № 4. С. 94-104.
Роль общины древнего Египта в землеустройстве // Материалы XXI научной сессии. Черновцы, 1965
Развитие рыболовства в Древнем Египте // Тезисы докладов XXII научной сессии. Серия ист. наук. Черновицкий государственный университет. Черновцы, 1966. С. 88-91

## Награды
- два ордена участника ВОВ;
- девять медалей участника ВОВ
- Почетный доктор Каирского университета